# Binalbagan
Binalbagan est une localité de la province du Negros occidental, aux Philippines. En 2015, elle compte 67 270 habitants.